# Шпанска армада
Шпанска армада (шп. Grande y Felicísima Armada — „Велика и Најсрећнија морнарица“; такође позната и као Непобедива армада), била је шпанска флота која је требало да 1588. године изврши инвазију на Енглеску и којом је командовао Алонсо де Гузман ел Буено (шп. Alonso de Guzmán El Bueno), 7. војвода од Медине Сидоније.
Упркос општем мишљењу да је овој флоти назив „Непобедива армада“ дао сам краљ Филип II, истина је да је име потекло од самих Енглеза. Наиме, Шпанци су у то доба своју Армаду називали „Великом армадом“ (шп. la Gran Armada), „Енглеском армадом“ (шп. la Armada de Inglaterra) или „Енглеским подухватом“ (шп. la empresa de Inglaterra). Име се први пут појавило у памфлету државног секретара краљице Елизабете, Вилијама Сесила, који се појавио након пораза Шпанаца и у ком је Сесил говорио о шпанској флоти на саркастичан начин називајући је шпанском непобедивом флотом (енгл. Spanish Invencible fleet). Овај апелатив се првобитно ширио као подсмех, међутим како је време пролазило, почео је да се схвата у свом правом значењу.
Краљ Филип II од Шпаније је био ожењен енглеском краљицом Мери I од Енглеске. Након њене смрти, односи између Енглеске и Шпаније су се нагло погрошали због политике коју је водила њена наследница краљица Елизабета I. Циљ ове инвазије је био да се спречи даља помоћ Енглеске Уједињеним холандским провинцијама које су тада биле део Шпанске Холандије, као и спречавање даљих напада енглеских корсара на шпанске поседе у Америци и галије које су превозиле злато. Шпански краљ је имао подршку папе Сикста V.
Армада је прво имала веома искусног команданта, Алвара де Базана, 1. маркиза од Санта Круза, али он је умро фебруара 1588, тако да је Медина Сидонија заузео његово место. Флота је кренула са 22 ратна брода Шпанске краљевске морнарице и 108 трговачких бродова адаптираних за борбу (укупно 130). Намера је била да се пређе Ламанш, да се укотви у Фландрији где је војвода од Парме чекао спреман за инвазију на југоисточну Енглеску.
Армада је постигла свој први циљ и укотвила се у Северном мору недалеко од Гравелина, на морској граници између Француске и Шпанске Холандије. Док су чекали на успостављање комуникације са војском војводе од Парме, енглески ратни бродови су осули паљбу по шпанским бродовима, натерали их да дигну сидра и напусте место састанка са Пармом. Армада је успела да се регрупише и повуче на север, док су је прогонили енглески бродови. Повратак у Шпанију је такође био погубан — снажне олује су флоту скренуле са курса и више од 24 брода је настрадало на северној и западној обали Ирске, док су преживели нашли уточиште у Шкотској. Флота је изгубила око 50 пловила од почетних 22 галије и 108 наоружаних трговачких бродова.
Ова битка је била једна од највећих битака у англо-шпанском рату вођеном између 1585. и 1604. године.